# باد رايلي
باد رايلي (بالإنجليزية: Bud Riley)‏ هو مدير فني أمريكي، ولد في 25 نوفمبر 1925 في غوين في الولايات المتحدة، وتوفي في 4 أغسطس 2012.